# 伊万·约翰逊
伊万·威尔克森·约翰逊（英語：Ivan Wilkerson Johnson，1984年4月10日—）為美國男子籃球運動員，司職大前鋒。

## 大學生涯
莊遜生於美國聖安東尼奧，於年輕時在四所不同的大學，包括思科學院和洛杉磯西南學院，並於大學二級年時錄得場均22.3分，12.2個籃板，2.4個封阻，直到2006年獲得獎學金並轉到俄勒岡大學。

## 球員生涯
莊遜在NBA發展聯盟開始其職業生涯，並於2007/08賽季效力於安納罕兵工廠和里奧格蘭德山谷毒蛇。在2008至10年與昌原LG獵隼和全州KCC宙斯盾參加韓國籃球聯賽，但莊遜在KBL最後一場比賽期間向裁判揮中指，結果他在賽後被KBL罰款4,448美元。2011年12月9日，他與阿特蘭大鷹簽約，直至2012年4月13日他被送回家並以不利於球隊的理由被罰款，僅在三天後的4月16日，莊遜在對多倫多速龍得到生涯最高的21分。
由於阿特蘭大鷹在季後賽被波士頓塞爾特人淘汰，他向塞爾特人球迷用中指打手勢，結果他在2012年5月12日被NBA罰款25,000美元。2012年9月18日，他與重返阿特蘭大鷹並簽約一年，直至2013年8月與中國男子籃球職業聯賽球隊浙江金牛簽約。2014年7月29日，莊遜與達拉斯小牛簽約，不過他於2014年10月25日被小牛放棄，至12月5日被NBA發展聯盟的德克薩斯傳奇收購，到2015年2月6日被放棄。
2015年2月18日，他與菲律賓電信簽約，並在4月29日協助球隊奪得PBA委員盃冠軍，2015年9月，莊遜與皇家拉維加簽約，直到10月份離隊，並在2016年1月13日再與衛冕軍菲律賓電信簽約，作為球隊參與PBA委員盃的外援，可是他在委員盃賽前的幾天，在健身房與黑水菁英的兩名球員發生毆鬥，而事後莊遜被停賽一場和罰款5萬比索。
其後，他再因對馬尼拉電氣的賽事，因第二次技術犯規被趕離場，並侮辱PBA委員，結果他在2016年2月13日被禁賽和罰款25萬比索，事後，莊遜透過他的社交網站向PBA委員道歉，並感謝PBA連續第二次給予他作為外援的機會回歸菲律賓電信，三天後，PBA委員在新聞發布會上接受莊遜的道歉，同時，PBA將禁賽期降為一個賽季和減罰款到150,000比索。
2016年3月9日，他與伊朗超級聯賽的皮卓戚米班達伊瑪姆簽約，但是他因為從來沒有效力過伊朗球隊，至4月25日離隊，並再與烏馬考酋長簽約。2016年12月12日，他與黎巴嫩球隊智慧簽約，賽事結束後，莊遜以世界外援身份與東南亞職業籃球聯賽球隊菲律賓火焰，重返職業的5對5籃球賽事，並隨隊到不同國家和城市比賽。

## 外部連結
- 伊万·约翰逊在fiba.basketball（英语）
- 伊万·约翰逊在NBA官網（英语）
- 伊万·约翰逊在NBA G聯盟官網（英语）
- 伊万·约翰逊在中国男子篮球职业联赛官網
- 伊万·约翰逊在韓國籃球聯賽官網（英语）
- 伊万·约翰逊在Basketball-Reference.com（NBA）（英语）
- 伊万·约翰逊在Basketball-Reference.com（NBA G聯盟）（英语）
- 伊万·约翰逊在Basketball-Reference.com（國際）（英语）
- 伊万·约翰逊在Sports-Reference.com（NCAA）（英语）
- 伊万·约翰逊在ESPN（NBA）（英语）
- 伊万·约翰逊在Eurobasket.com（球員）（英语）
- 伊万·约翰逊在Proballers（英语）
- 伊万·约翰逊在RealGM（球員）（英语）
- 伊万·约翰逊在中国篮球数据库